# باشگاه فوتبال الشعب صنعا
باشگاه فوتبال الشعب صنعا یک باشگاه فوتبال یمنی می‌باشد.